# Test de Hess Lancaster
Le test de Hess Lancaster ou test de Lancaster est un test de confusion, à savoir un examen ophtalmologique souvent effectué dans les cas de diplopie. Il permet de diagnostiquer une paralysie ou une lésion musculo-nerveuse de l'œil, de déterminer la localisation et l'étendue de la paralysie, puis de reconnaître les hyperactions musculaires secondaires à la paralysie.
Ce test consiste en un relevé graphique de la motricité oculaire dans différentes positions du regard :
- l'œil paralysé a un cadre de vue plus petit que la normale ;
- l'œil non paralysé a un cadre plus grand que la normale pour pouvoir compenser.

La pupille n'a donc pas besoin d'être dilatée avant l'examen comme pour le fond d'œil.
Cet examen permet aussi un suivi régulier de l'évolution de la maladie, par des relevés successifs.
Le coordimètre de Hess-Weiss est une autre solution pour effectuer un test de confusion.